# Копылова (Иркутская область)
Копылова — деревня в Качугском районе Иркутской области России. Входит в состав Зареченского муниципального образования. Находится примерно в 69 км к югу от районного центра. Раньше деревня называлась Копыловская, была переименована в Копылова во время СССР. В деревне есть только начальная школа, клуб, библиотека и магазин.

## История
На начало 1911 года деревня насчитывала 103 двора и 800 жителей.
До 1880-х годов деревня входила в приход Манзурской Введенской церкви, а с 1886 года —
в приход Седовской Казанской церкви.
19 (31) июля 1884 года в деревне была освящена собственная Копыловская церковь Святых Равноапостольных Царей Константина и Елены, построенная отставным каптенармусом Сильвестром Васильевичем Копыловым (ок. 1835—1882) и его женой Екатериной Федоровой (ок. 1837—1905). Церковь не имела своего священника и была приписана к Седовской Казанской церкви. Во второй половине 1950-х годов здание церкви было разобрано.
В деревне каждый год отмечается престольный праздник церкви. Даже в советское время на это давали три дня.

## Население
По данным Всероссийской переписи, в 2010 году в деревне проживало 170 человек (86 мужчин и 84 женщины).